# Game of Thrones (mùa 8)

## Các tập phim
| Số tập tổng thể | Số tập theo phần | Tên tập phim                     | Đạo diễn                    | Biên kịch                   | Ngày công chiếu     | Khán giả Hoa Kỳ (triệu người) |
| --------------- | ---------------- | -------------------------------- | --------------------------- | --------------------------- | ------------------- | ----------------------------- |
| 68              | 1                | "Winterfell"                     | David Nutter                | Dave Hill                   | 14 tháng 4 năm 2019 | 11.76                         |
| 69              | 2                | "A Knight of the Seven Kingdoms" | David Nutter                | Bryan Cogman                | 21 tháng 4 năm 2019 | 10.29                         |
| 70              | 3                | "The Long Night"                 | Miguel Sapochnik            | David Benioff & D. B. Weiss | 28 tháng 4 năm 2019 | 12.02                         |
| 71              | 4                | "The Last of the Starks"         | David Nutter                | David Benioff & D. B. Weiss | 5 tháng 5 năm 2019  | 11.80                         |
| 72              | 5                | "The Bells"                      | Miguel Sapochnik            | David Benioff & D. B. Weiss | 12 tháng 5 năm 2019 | 12.48                         |
| 73              | 6                | TBA                              | David Benioff & D. B. Weiss | David Benioff & D. B. Weiss | 19 tháng 5 năm 2019 | TBD                           |

## Diễn viên

### Diễn viên chính
- Peter Dinklage trong vai Tyrion Lannister[6]
- Nikolaj Coster-Waldau trong vai Jaime Lannister[6]
- Lena Headey trong vai Cersei Lannister[6]
- Emilia Clarke trong vai Daenerys Targaryen[6]
- Kit Harington trong vai Jon Snow[6]
- Sophie Turner trong vai Sansa Stark[7]
- Maisie Williams trong vai Arya Stark[8]
- Liam Cunningham trong vai Davos Seaworth[9]
- Nathalie Emmanuel trong vai Missandei[10]
- Alfie Allen trong vai Theon Greyjoy[11]
- John Bradley trong vai Samwell Tarly[12]
- Isaac Hempstead Wright trong vai Bran Stark[13]
- Gwendoline Christie trong vai Brienne of Tarth[10]
- Conleth Hill trong vai Varys[14]
- Rory McCann trong vai Sandor "The Hound" Clegane[15]
- Jerome Flynn trong vai Bronn[16]
- Kristofer Hivju trong vai Tormund Giantsbane[17]
- Joe Dempsie trong vai Gendry[18]
- Jacob Anderson trong vai Grey Worm[10]
- Iain Glen trong vai Jorah Mormont[19]
- Hannah Murray trong vai Gilly[20]
- Carice van Houten trong vai Melisandre[21]

### Diễn viên phụ
Những diễn viên phụ sau đã xuất hiện trong mùa phim thứ 8. Họ được đưa vào danh sách dựa trên nơi xuất hiện lần đầu.
| - Richard Dormer trong vai Beric Dondarrion - Ben Crompton trong vai Eddison Tollett - Daniel Portman trong vai Podrick Payne - Rupert Vansittart trong vai Yohn Royce - Bella Ramsey trong vai Lyanna Mormont - Megan Parkinson trong vai Alys Karstark - Richard Rycroft trong vai Maester Wolkan - Harry Grasby trong vai Ned Umber - Staz Nair trong vai Qhono - Vladimir Furdik trong vai Night King | - Pilou Asbæk trong vai Euron Greyjoy - Anton Lesser trong vai Qyburn - Hafþór Júlíus Björnsson trong vai Gregor Clegane - Gemma Whelan trong vai Yara Greyjoy - Marc Rissmann trong vai Harry Strickland |

## Sản xuất

### Đoàn làm phim
Người sáng lập và giám đốc sản xuất David Benioff và D. B. Weiss sẽ là hai nhà sản xuất chính của mùa thứ 8. Tên các đạo diễn phim cho mùa này được công bố vào tháng Chín năm 2017. Miguel Sapochnik - đạo diễn phim "The Gift" và "Hardhome" phần 5, "Battle of Bastards" và "The Winds of Winter" phần 6 trở lại với vai trò đạo diễn. Ông phân chia 5 tập đầu tiên với David Nutter - đạo diễn hai tập phim ở mùa 2, mùa 3 và mùa 5. Benioff và Weiss sẽ đạo diễn tập cuối của mùa 8.
Ở buổi lễ South by Southwest vào ngày 12 tháng 3 năm 2017, Benioff và Weiss đã công bố biên kịch của mùa này là Dave Hill (tập 1) và Bryan Cogman (tập 2). Các nhà làm phim sẽ phân chia kịch bản cho bốn tập phim còn lại.

### Phác thảo
Kịch bản cho mùa thứ tám bắt đầu với một 140 trang phác thảo. Benioff chia sẻ rằng việc phân chia các phần cho người viết đã trở nên khó khăn hơn: "Đây sẽ là lần cuối cùng chúng tôi làm việc này".

### Quay phim
Trong một cuộc phỏng vấn với Entertainment Weeky, giám đốc kênh truyền hình HBO Casey Bloys nói rằng, thay vì công chiếu một loạt 6 tập phim cuối cùng của một phim truyền hình, mùa 8 sẽ trở thành "sáu bộ phim lẻ". Ông tiếp tục: "Bộ phim đã chứng tỏ rằng phim truyền hình có thể gây ấn tượng với khán giả như phim chiếu rạp hoặc hơn. Điều họ đang làm rất vĩ đại". Quá trình quay phim bắt đầu vào ngày 23 tháng 10 năm 2017.
Hai nhà sản xuất David Benioff và D. B. Weiss nói rằng mùa thứ 7 và mùa thứ 8 có thể bao gồm ít tập phim hơn. Benioff và Weiss tuyên bố, họ sẽ tiến tới 13 tập phim cuối sau mùa 6: "Chúng tôi đang đi đến những chặng đường cuối cùng". Hai nhà làm phim cũng chia sẻ rằng, họ không thể hoàn thành 10 tập phim trong khuôn khổ từ 12 đến 14 tháng. HBO xác nhận vào tháng 7 năm 2016, rằng mùa thứ 7 sẽ bao gồm 7 tập phim và sẽ được công chiếu muộn hơn thường lệ vào giữa năm 2017 do có sự thay đổi trong kế hoạch quay phim. Benioff và Weiss sau đó đã tiết lộ rằng mùa thứ 8 sẽ bao gồm 6 tập phim, và có thể sẽ được chiếu muộn hơn thường lệ vì cùng lý do.
Khi nói về phần cuối của series, Benioff và Weiss chia sẻ: "Ngay từ ban đầu chúng tôi muốn sản xuất một bộ phim 70 tiếng. Hóa ra đó lại là một bộ phim 73 tiếng, Nhưng nó vẫn giữ nguyên phần mở đầu, phần giữa và giờ chúng tôi đang tiến tới phần kết. Vấn đề có thể trở nên rất khó khăn nếu chúng tôi mất đi bất kỳ diễn viên chính nào trong quá trình quay phim. Tôi rất vui khi đã giữ được tất cả mọi người và kết thúc bộ phim theo cách mà chúng tôi mong muốn". Mùa thứ 8 sẽ được phát sóng vào năm 2019.

### Âm nhạc
Ramin Djawadi trở lại với vai trò nhạc sĩ cho series phim mùa 8.

### Số lượt xem
| No. | Tiêu đề                          | Ngày phát sóng      | Rating (18–49) | Người xem (triệu) | DVR (18–49) | Người xem DVR (triệu) | Tổng (18–49) | Tổng người xem (triệu) |
| --- | -------------------------------- | ------------------- | -------------- | ----------------- | ----------- | --------------------- | ------------ | ---------------------- |
| 1   | "Winterfell"                     | 14 tháng 4 năm 2019 | 5.0            | 11.76             | 1.2         | 3.04                  | 6.2          | 14.84                  |
| 2   | "A Knight of the Seven Kingdoms" | 21 tháng 4 năm 2019 | 4.4            | 10.29             | 1.3         | 3.58                  | 5.7          | 13.89                  |
| 3   | "The Long Night"                 | 28 tháng 4 năm 2019 | 5.3            | 12.02             | TBD         | TBD                   | TBD          | TBD                    |
| 4   | "The Last of the Starks"         | 5 tháng 5 năm 2019  | 5.1            | 11.80             | TBD         | TBD                   | TBD          | TBD                    |
| 5   | "The Bells"                      | 12 tháng 5 năm 2019 | 5.4            | 12.48             | TBD         | TBD                   | TBD          | TBD                    |